# Spaarndam-Oost
Spaarndam-Oost is een onderdeel van het dubbeldorp Spaarndam, in de Nederlandse provincie Noord-Holland. 

## Geografie
Spaarndam-Oost hoort tot de gemeente Haarlemmermeer, tot en met 2018 Haarlemmerliede en Spaarnwoude terwijl Spaarndam-West tot de gemeente Haarlem behoort. Totaal heeft Spaarndam zo'n 3000 inwoners; één derde in de gemeente Haarlem, in het oude dorp. Twee derde woont in het nieuwe deel in de gemeente Haarlemmermeer.
Spaarndam wordt beschouwd als een slaapdorp. Van 1917 tot 1993 bevond zich Scheepswerf Stapel aan het Spaarne. In 2007 is hier de woonwijk SpaarneBuiten aangelegd.

## Cultuur

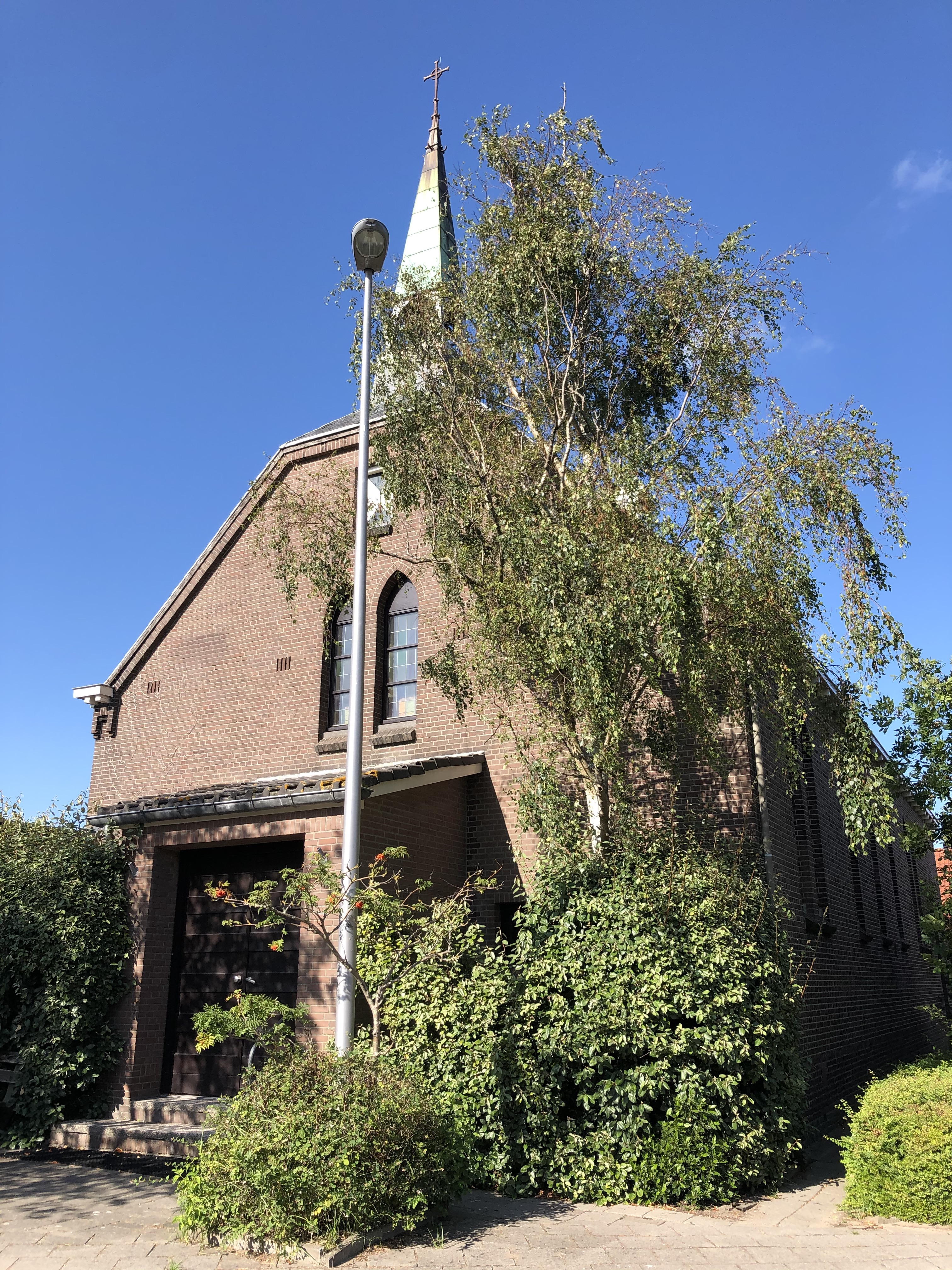
De Sint Adalbertuskerk op de Ringweg in Spaarndam-Oost

Er zijn twee kerken: de katholieke Sint Adalbertus en de Samen op Weg-kerk in het oude dorp. Er zijn twee basisscholen: de Sint Adalbertus en de openbare Spaarneschool.
Spaarndam kent een actief verenigingsleven. Voorbeelden zijn de Sport Vereniging Spaarnwoude, Het gemengd Spaarndams koor, Don Bosco voor de jeugd, de Herensociëteit Spaarndam, een lokale afdeling van Vrouwen van Nu, de Tennisvereniging Spaarndam en toneelvereniging Die Spaerne Gesehlen.
Iets ten zuiden van Spaarndam-Oost bevindt zich De Slokop, een poldermolen die vroeger de Vereenigde Binnenpolder bemaalde.